# Roberto Purini
Roberto Hilvo Giovani Purini (Poloni, 21 de março de 1937 - Bauru, 3 de fevereiro de 2023) conhecido como Roberto Purini, foi um advogado, jornalista, professor e político brasileiro.
Era pai do ex-vice-prefeito de Bauru e atual vereador Renato Purini.

## Carreira política
- Vereador de Bauru, pelo então MDB: 1968 - 1972, 1973, 1976[3]
- Deputado estadual pelo PMDB: 1979-1983, 1983-1987, 1987-1991, 1991-1995 e 1995-1999[4][5]

## Morte
Faleceu em 3 de fevereiro aos 85 anos, tratava de uma pneumonia desde o final de 2022.